# アモール・パレカル
アモール・パレカル（Amol Palekar、1944年11月24日 - ）は、インドのヒンディー語映画、マラーティー語映画で活動する俳優、映画監督、映画プロデューサー。

## 生い立ち
ボンベイに暮らすマラーティー語話者の中産家庭に生まれ、3人の妹（ニーロン、レーカ、ウンニティ）がいる。父カムラカルはムンバイ中央郵便局の職員、母スハーシニ・パレカルは民間企業の社員として働いていた。アモール・パレカルはサー・J・J美術学校で芸術を学び、卒業後は画家として活動を始めた。画家として個展を7回開いたほか、多くのグループ展に参加している。

## キャリア

### 演劇
1967年からヒンディー語演劇、マラーティー語演劇で活動を始める。彼はサティヤデーヴ・ドゥベーと共に活動した後、1972年に自身の劇団「アニケット」を立ち上げた。代表作には『Shantata! Court Chalu Aahe』『Hayavadana』『Adhe Adhure』があり、1994年には国立舞台芸術センターでサスペンス演劇『Kusur』を上演し、演出・主演を務めている。

### 映画

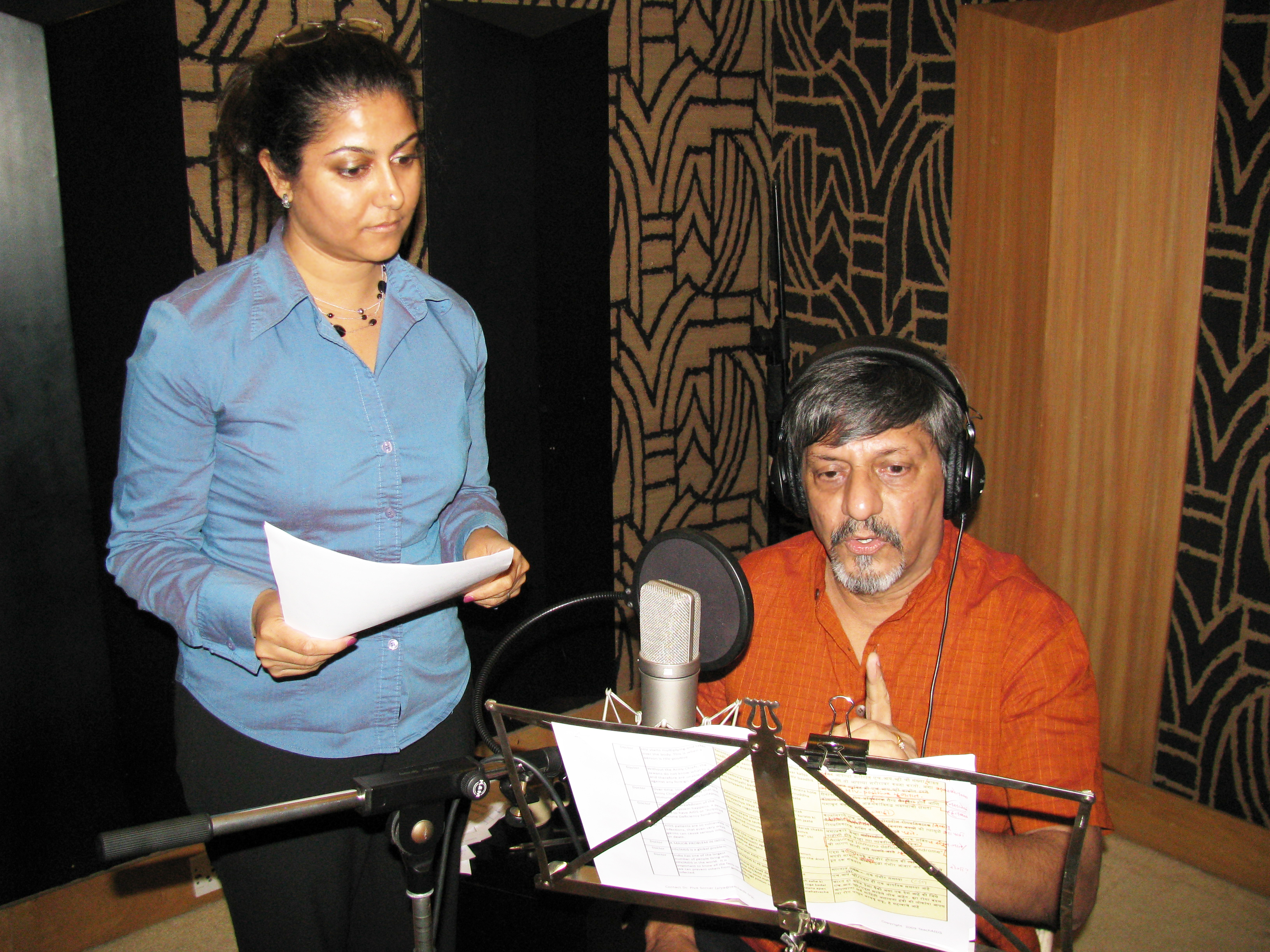
ティーチAIDSのレコーディング中のアモール・パレカル（2009年）

1971年にサティヤデーヴ・ドゥベーの『Shantata! Court Chalu Aahe』に出演し、その後はバス・チャテルジーの『Rajnigandha』『Chhoti Si Baat』などマラーティー語映画のニュー・ウェーヴ作品に出演した。主にバス・チャテルジーとリシケーシュ・ムカルジーのコメディ映画に出演し、『Gol Maal』でフィルムフェア賞 主演男優賞を受賞している。役柄としては中産階級の人間を演じることが多く、1979年にはタミル語映画『16 Vayathinile』をリメイクした『Solva Sawan』でシュリデヴィと共演し、オリジナル版でカマル・ハーサンが演じた知的障害者役に起用された。1982年にはマラヤーラム語映画『Olangal』に出演した。
1981年に『Aakreit』で監督デビューした。その後は『Thodasa Roomani Ho Jayen』『Paheli』で成功を収め、『Thodasa Roomani Ho Jayen』は内容からマネージメント学や人間行動に関する研究でたびたび引用されている。また、2005年に監督を務めた『Paheli』はアカデミー国際長編映画賞インド代表作品に選出され、このほかにティーチAIDSの教育用アニメーションに声優として出演している。

## 私生活
2001年に最初の妻チトラと離婚し、同年にサンディヤ・ゴーカレーと再婚した。
アモール・パレカルは不可知論的無神論者を自称している。2022年2月にはCOVID-19に感染して、プネーの病院に入院している。

## フィルモグラフィー

### 俳優

#### 映画
| - Bajiraocha Beta（1969年） - Shantata! Court Chalu Aahe（1971年） - Rajnigandha（1974年） - Jeevana Jyothi（1975年） - Chhoti Si Baat（1976年） - Chitchor（1976年） - Gharaonda（1977年） - Bhumika（1977年） - Agar... If（1977年） - Taxi-Taxie（1977年） - Tuch Maazi Raani（1977年） - Kanneshwara Rama（1977年） - Safed Jhooth（1977年） - Damaad（1978年） - Baton Baton Mein（1979年） - Gol Maal（1979年） - Do Ladke Dono Kadke（1979年） - Meri Biwi Ki Shaadi（1979年） - Solva Sawan（1979年） - Bin Baap Ka Beta（1979年） | - Mother（1979年） - Jeena Yahan（1979年） - Aanchal（1980年） - Apne Paraye（1980年） - Naram Garam（1981年） - Sameera（1981年） - Akriet（1981年） - Kalankini（1981年） - Agni Pareeksha（1981年） - Chehre Pe Chehra（1981年） - Plot No. 5（1981年） - Jeevan Dhaara（1982年） - Olangal（1982年） - Ramnagari（1982年） - Spandan（1982年） - Shriman Shrimati（1982年） - Rang Birangi（1983年） - Ashray（1983年） - Pyaasi Aankhen（1983年） - Chena Achena（1983年） | - Tarang（1984年） - Aadmi Aur Aurat（1984年） - Prarthana（1984年） - Sringara Masa（1984年） - Mr. X（1984年） - Ankahee（1984年） - Khamosh（1985年） - Jhoothi（1985年） - Abasheshe（1985年） - Baat Ban Jaye（1986年） - Teesra Kaun（1994年） - Aks（2001年） - Samaantar（2009年） - 200 Halla Ho（2021年） - Gulmohar（2023年） |

#### テレビシリーズ
- Kachchi Dhoop（1987年）
- AA Bail Mujhe Maar（1987年）
- Naqab（1988年）
- Mrignayanee（1991年）
- Paoolkhuna（1993年）
- Kareena Kareena（2004年）
- Ek Nayi Ummeed-Roshni（2015年）

#### ウェブシリーズ
- フェイク（2023年）[16]

### 監督
- Aakreit（1981年）
- Ankahee（1985年）
- Thodasa Roomani Ho Jayen（1990年）
- Bangarwadi（1995年）
- Daayraa（1996年）
- Kairee（2001年）
- Dhyaas Parva（2001年）
- Anahat（2003年）
- Paheli（2005年）
- Quest（2006年）
- Dum Kaata（2007年）
- Samaantar（2009年）
- ...And Once Again（2010年）
- Dhoosar（2011年）

## 受賞歴
| 年                                      | 部門                           | 作品               | 結果       | 出典          |
| 国家映画賞                              | 国家映画賞                     | 国家映画賞         | 国家映画賞 | 国家映画賞    |
| --------------------------------------- | ------------------------------ | ------------------ | ---------- | ------------- |
| 1996年                                  | マラーティー語長編映画賞       | 『Bangarwadi』     | 受賞       | [ 17 ]        |
| 1997年                                  | 審査員特別賞                   | 『Daayraa』        | 受賞       | [ 18 ]        |
| 2000年                                  | その他の社会問題に関する映画賞 | 『Kairee』         | 受賞       | [ 19 ]        |
| 2001年                                  | 家族福祉に関する映画賞         | 『Dhyaas Parva』   | 受賞       | [ 20 ]        |
| 2008年                                  | 英語長編映画賞                 | 『Quest』          | 受賞       | [ 21 ]        |
| フィルムフェア賞                        |                                |                    |            |               |
| 1977年                                  | 主演男優賞                     | 『Chhoti Si Baat』 | ノミネート | [ 22 ] [ 23 ] |
| 1980年                                  | 主演男優賞                     | 『Gol Maal』       | 受賞       | [ 22 ] [ 23 ] |
| フィルムフェア賞 マラーティー語映画部門 |                                |                    |            |               |
| 1981年                                  | 主演男優賞                     | 『Akriet』         | 受賞       |               |
| マハーラーシュトラ州映画賞              |                                |                    |            |               |
| 1981年                                  | 第3位作品賞                    | 『Akriet』         | 受賞       |               |
| 1981年                                  | 第3位監督賞                    | 『Akriet』         | 受賞       |               |
| 1995年                                  | 第2位作品賞                    | 『Bangarwadi』     | 受賞       | [ 24 ]        |
| 1995年                                  | 第2位監督賞                    | 『Bangarwadi』     | 受賞       | [ 24 ]        |
| 2000年                                  | 作品賞                         | 『Dhyaas Parva』   | 受賞       |               |
| 2000年                                  | 第1位監督賞                    | 『Dhyaas Parva』   | 受賞       |               |
| 2010年                                  | 第2位作品賞                    | 『Dhoosar』        | 受賞       |               |
| 2010年                                  | 第2位監督賞                    | 『Dhoosar』        | 受賞       |               |